# Seulo
Seulo – miejscowość i gmina we Włoszech, w regionie Sardynia, w prowincji Sud Sardynia.
Według danych na rok 2004 gminę zamieszkiwało 1017 osób, 17,5 os./km². Graniczy z Aritzo, Arzana, Gadoni, Sadali, Seui i Villanova Tulo.